# Catharsius melancholicus
Catharsius melancholicus là một loài bọ cánh cứng trong họ Bọ hung (Scarabaeidae).